# Go-Ichijō
Go-Ichijō (後一条天皇, Go-Ichijō-tennō; 12 ottobre 1008 – 15 maggio 1036) è stato il 68º imperatore del Giappone secondo il tradizionale ordine di successione. Era
figlio di Ichijō e dell'imperatrice Shōshi.

## Biografia
Il suo regno ebbe inizio nel 1016  terminando poi nel 1036. Il suo nome personale era Atsuhira-shinnō (敦成親王?, Atsuhira-shinnō).
Go-Ichijō ebbe una compagna, Fujiwara no Ishi (藤原威子) (999-1036), terza figlia di Fujiwara no Michinaga, e due figli:
- Akiko/Shōshi (章子内親王) (Nijō-In, 二条院) (1026-1105), compagna dell'imperatore Go-Reizei
- Kaoruko/Keishi (馨子内親王) (1029-1093), compagna dell'imperatore Go-Sanjō